# Méthode Rose
 (janvier 2013).
Si vous disposez d'ouvrages ou d'articles de référence ou si vous connaissez des sites web de qualité traitant du thème abordé ici, merci de compléter l'article en donnant les références utiles à sa vérifiabilité et en les liant à la section « Notes et références ».
La Méthode Rose — 1re année de piano — par Ernest Van de Velde est une méthode d'apprentissage du piano, probablement la plus connue en France. Cet ouvrage a été utilisé par plusieurs générations d'élèves (enfants et adultes) depuis sa publication en 1901, et il a été traduit en plusieurs langues. Cette célèbre méthode d’apprentissage du piano pour débutant, bien que contestée pour certains de ses aspects pédagogiques, séduit toujours par son style musical très classique (basses d'Alberti, très prisées à l'époque de Mozart). L'ouvrage pour pianistes débutants contient essentiellement des exercices et enseigne certaines bases élémentaires du piano classique. Il a été conçu pour être suivi avec les conseils d’un professeur (les indications ne suffisent pas pour l'utiliser seul). Il existe également une Méthode Rose 2e année, sous-titrée l'Essor, qui fait suite à l'ouvrage initial.

## Pédagogie
L'ouvrage destiné à la première année (ou aux premières années) de piano, donne des bases (mélodiques, rythmiques et harmoniques). 
Il débute par une pédagogie en clés dissociées (lecture de notes d'abord uniquement en clé de sol, puis uniquement en clé de fa).
En effet, les premières pages, uniquement en clé de sol, proposent des exercices sur cinq notes pour la main droite puis pour la main gauche, en position de do (les cinq doigts jouent les cinq notes do ré mi fa sol) puis en position de sol (sur les notes sol la si do ré). La clé de fa est ensuite abordée (également dissociée de la portée en clé de sol). 
Les pages suivantes proposent toujours des exercices-études sur cinq notes en position de do (en do majeur) puis en position de sol (en sol majeur), mais cette fois presque toujours sur une double portée (main droite en clé de sol, main gauche en clé de fa), puis des petites études (ou petits morceaux de musique) de difficulté progressive.
Les chapitres suivants abordent l'étude des altérations les plus utilisées (fa dièse, puis si bémol, etc) et de tonalités autres que do majeur ou sol majeur.
L'emploi fréquent de la basse d'Alberti (très en vogue au XVIIIe siècle) dans plusieurs exercices à la main gauche, leur donne un certain attrait et un esprit très classique.
La fin de l'ouvrage propose des gammes (dans les tonalités les plus faciles et fréquentes : do majeur, sol majeur, etc) et quelques morceaux de musique connus (Le Carnaval de Venise, Il était une bergère, Le roi Dagobert).

## Principaux points forts
- La pédagogie très progressive (sur le plan mélodique, harmonique et rythmique), et de difficulté croissante.
- Le placement facile des 5 doigts sur 5 notes conjointes, principalement dans les premières pages de la méthode.
- L'attrait des morceaux de musique harmonisés par une basse d'Alberti.
- etc.

## Principales critiques
- La monotonie des petits exercices sur 5 notes (do ré mi fa sol, ou sol la si do ré), considérés comme trop répétitifs et rébarbatifs (car souvent dans la même tonalité, do majeur ou sol majeur), ainsi que le nombre très élevé de ces exercices, ce qui peut se révéler lassant.

- Au début de l'ouvrage, les clés dissociées peuvent entraîner des confusions lors du déchiffrage pianistique (dans les premières pages, la main gauche joue des notes écrites en clé de sol sur la portée, mais situées en clé de fa sur le clavier ; à la page suivante, la main droite joue des notes écrites en clé de fa sur la portée, mais situées en clé de sol sur le clavier), ainsi que les difficultés des élèves pour se situer sur le clavier du piano en l'absence du professeur (risque de se tromper de tessiture, c'est-à-dire de jouer par exemple une octave trop haut ou trop bas).

Dans les méthodes de piano plus récentes, la tendance pédagogique est à la lecture directement dans les deux clés (main droite en clé de sol, main gauche en clé de fa) pour éviter les confusions.
- L'absence de diversité des styles musicaux, le style proposé étant exclusivement classique (faisant abstraction de tous les autres styles pianistiques, tels que le blues, le boogie, la variété, etc), et l'absence d'œuvres de grands compositeurs.

En effet depuis deux ou trois décennies, d'autres méthodes de piano pour débutants abordent les œuvres les plus faciles des grands compositeurs (Bach, Mozart, Beethoven, Chopin…), ainsi qu'une initiation au jazz et aux musiques actuelles (variétés, musiques de films ou de séries télévisées…) : la Méthode Rose peut sembler bien désuète en comparaison des méthodes de piano actuelles.

## Concurrence des nombreuses autres méthodes
Depuis quelques décennies, la concurrence des nouvelles méthodes de piano, de plus en plus nombreuses et de plus en plus attrayantes (avec un contenu diversifié grâce à tous styles de musiques, et parfois la présence d'un CD, ou de notes de musique en couleurs comme dans "Le piano arc-en-ciel"), font que, d'après les librairies musicales, la Méthode Rose a moins de succès qu'autrefois. Mais elle reste toujours présente dans le vaste éventail de la pédagogie du piano, en France comme à l'international.